# لیانجیانگ، گوانگ‌دونگ
لیانژیانگ (به لاتین: Lianjiang, Guangdong) یک county-level city در جمهوری خلق چین است که در ژانژیانگ واقع شده‌است.

## خصوصیات
لیانژیانگ ۲٬۸۳۵ کیلومترمربع مساحت و ۱٬۴۷۶٬۲۰۰ نفر جمعیت دارد.